# Пыховский, Ян
Ян Пыховский (англ. Jan Nepomucene Pychowski; 8 апреля 1818, Нове-Гради, ныне Чехия — 18 марта 1900, Хобокен) — американский пианист, композитор и музыкальный педагог чешского происхождения. По национальности поляк.
Учился в Пражской консерватории, затем частным образом у Яна Кштителя Томашека. С 1850 г. жил в США, преподавал и концертировал. Марта Уокер Кук, посвящая Пыховскому свой английский перевод (1863) «Жизни Шопена» Франца Листа, особенно отмечала конгениальность Пыховского шопеновскому репертуару. Автор Большой сонаты для скрипки и фортепиано, фортепианного трио, фортепианных полек, мазурок, экспромтов. Преподавал в Нью-Йорке и окрестностях (среди его учеников, в частности, Эми Фэй).